# آلوا بی. آدامز
آلوا بی. آدامز (به انگلیسی: Alva Blanchard Adams) سناتور سابق عضو حزب دموکرات ایالات متحده آمریکا بود. وی در سال ۱۹۲۳ تا ۱۹۲۴ و ۱۹۳۳ تا ۱۹۴۱ میلادی سناتور ایالت کلرادو در سنای ایالات متحده آمریکا بود.